# Tante Aurore
Tante Aurore est un film muet français réalisé par Louis Feuillade et Georges-André Lacroix et sorti en 1911.

## Fiche technique
- Réalisation et scénario : Louis Feuillade
- Société de production : Société des Établissements L. Gaumont
- Éditeur : Comptoir Ciné-Location (CCL)
- Pays de production : France
- Format : Muet - Noir et blanc teinté - 1,33:1 - 35 mm
- Métrage : 242 m
- Genre : Comédie
- Date de sortie : 
  - France : novembre 1911

## Distribution
- Renée Carl
- Maurice Vinot